# Список умерших в 787 году

## Июль
- 7 июля — Виллибальд, святой Католической церкви, первый епископ епархии Айхштета, бенедиктинский монах, один из просветителей Германии; почитается православным святым, как местночтимый святой Берлинской и Германской епархии РПЦ МП.

## Август
- 26 августа — Арехис II, герцог Беневенто (758—774), князь Беневенто (774—787).

## Декабрь
- 13 декабря — Агильфрид, епископ Льежа (769—787).

## Дата смерти неизвестна или требует уточнения
- Бернар, каролингский граф Сен-Кантена, бастард Карла Мартелла.
- Дрест VIII, король пиктов (782—787).
- Маркарий, герцог Фриуля (776—787).
- Хань Хуан, китайский государственный деятель и художник.